# Mo Heart
Mo Heart або Моніка Герт (англ. Monique Heart) (справжнє ім'я Кевін Річардсон(англ. Kevin Richardson); нар. 22 травня 1986, Лонг-Айленд) — американська дреґ-квін, ведучий реаліті-шоу та музикант, відомий участью у десятому сезоні RuPaul's Drag Race (2018), четвертому сезоні RuPaul's Drag Race: All Stars (2018– 2019) та першому сезон RuPaul's Drag Race: UK Versus the World (2022). З моменту появи на телебаченні в 2018 році Кевін з’явився в низці веб-серіалів, створених World of Wonder, зокрема зіграв головну роль у Manic Moments With Monique Heart, веде власний подкаст Ace of Hearts with Monique Heart. В січні 2019 року випустив свій дебютний сингл «Brown Cow Stunning», а у 2020 році випустив дебютний мініальбом Beloved SoS 6.3.

## Ранні роки
Кевін Річардсон народився 22 травня 1986 року на Лонг-Айленді, Нью-Йорк. Деякий час жив та ріс в Брукліні разом з батьком. У школі Кевіна часто ображали за те, що він не такий як всі інші. Після закінчення середньої школи Річардсон переїхав до Канзас-Сіті, вивчав Біблію в Міжнародному університеті молитви в Грандв’ю, де також пройшов курс конверсійної терапії.

## Кар'єра

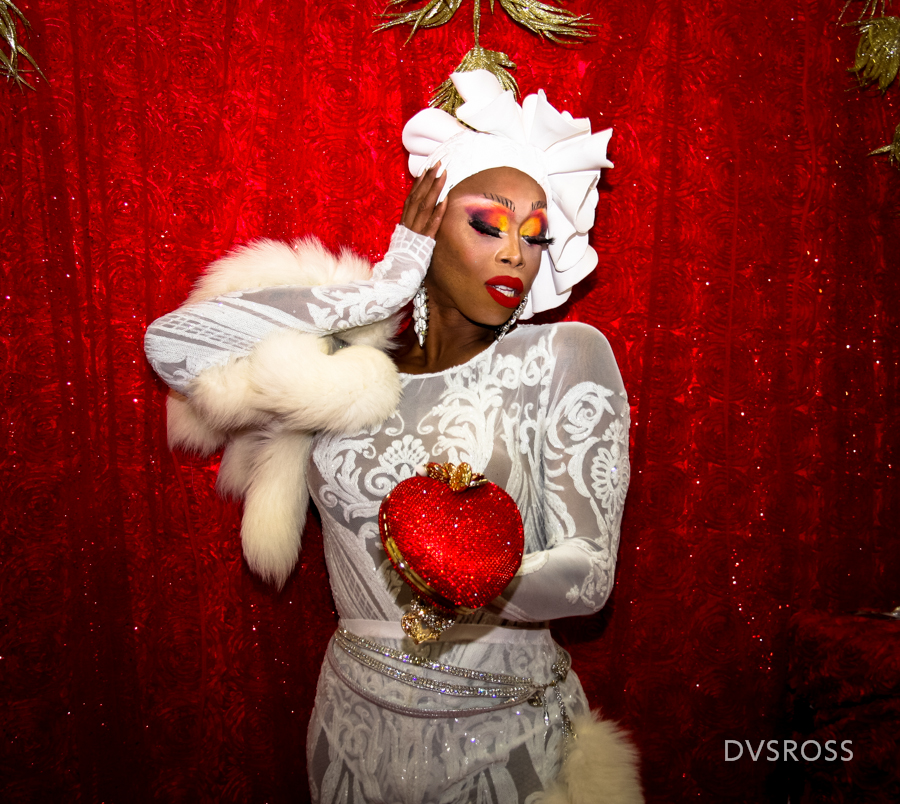
Моніка Герт в 2018

Спочатку сценічне ім'я Річардсона було Монік Кутабетч Герт, невдовзі воно було скорочене до Монік Герт. Серед  інших сценічних імен  були Аріана Стайлз (англ. Ariana Styles), Нева (англ. Nevah), Джиз Зонра (англ. Jiz Zonra) та Кіша Амільйон (англ. Kisha Amillion). Кевін розпочав кар’єру як дреґ-квін в Hamburger Mary’s, організовуючи бінго та влаштовуючи недільні сніданки.
Герт вперше невдало пробувалась на прослуховуванні для восьмого сезону RuPaul's Drag Race. Через два роки пройшовши прослуховування для десятого сезону цього разу зумівши пройти кваліфікацію для участі в конкурсі. Перш ніж Кевіна допустили до зйомок, він був готовий кинути дреґ, але вирішив продовжити. Річардсон посів восьме місце в загальному заліку, програвши ліпсинк пісні «Cut to the Feeling» Карлі Рей Джепсен, змагаючись з The Vixen. 9 листопада 2018 року було підтверджено, що Річардсон буде одним із учасників, які змагатимуться в четвертому сезоні RuPaul's Drag Race: All Stars. Не вигравши жодного випробування в основному сезоні, Герт виграла три головні випробування під час All Stars, досягнувши Топ-4. Посівши друге місце разом із Naomi Smalls,  3/4 місце розділили Monét X Change та Trinity the Tuck. Її крилаті фрази в шоу цитували Ріанна, Александрія Окасіо-Кортес і Ліззо.
Герт була у складі акторів першого сезону RuPaul's Secret Celebrity Drag Race, спін-офф, де випускники Drag Race перетворюють знаменитостей на дреґ-квін. 5 та 6 березня 2020 року Герт виступала разом із колегами-випускниками Drag Race Бібі Захарою Бенет, Bob The Drag Queen, The Vixen, Peppermint та Shea Couleé в Nubia Tour, живому дреґ-шоу за участю  чорношкірих драг-квін. В серпні 2020 Монік розпочинає свій власний вебсеріал студії World of Wonder Presents під назвою Manic Moments with Monique Heart.
В червні 2021 року Монік Герт стала учасницею другого щорічного шоу It Gets Better: A Digital Pride Experience. Розпочала власний подкаст  Ace of Hearts with Monique Heart. У липні 2021 року відео Монік Герт із The Pit Stop де вона знялася з Trixie Mattel стало вірусним після того, як Монік помилково назвала Керол Ченнінг «Шеріл Каннінг».
Монік Герт була ведучою оригінального телевізійного серіалу на тематику моди на Amazon Music, The Walk In, де вона брала інтерв’ю у знаменитостей, які демонстрували самі знакові моменти моди протягом своєї кар’єри. Серед гостей були Lil Nas X, Rico Nasty і Jax. Моніка володіє власною косметичною компанією MoBeauty.
У січні 2022 року її було оголошено однією із дев’яти учасниць RuPaul’s Drag Race: UK vs the World, тепер її псевдонім стає Mo Heart. Щодо зміни імені Герт прокоментувала:
Причина, по якій я змінила  ім’я, полягає в тому, що я зростаю як митець [...] Я вважаю, що артисти завжди повинні розвиватися та рости, і я відчула, що я просто хочу віддати більше серця, більше любові , більше всього для брендингу, просто має сенс бути просто "Мо"

### Музикальна кар'єра
Моніка Герт виконала свій дебютний сингл "Brown Cow Stunning" у прем'єрному епізоді RuPaul's Drag Race: All-Stars, який був випущений 4 січня 2019 року. Того ж дня вийшов кліп на пісню. Герт з’явилась в музичному кліпі на пісню «Soak It Up» іншого учасника 10 сезону Monét X Change і переможиці 8 сезону Bob the Drag Queen. 4 вересня випустила ще один сингл «SUKM (Kiss Me)», а також супровідне лірчне відео, на дебютний сингл для її міні-альбому Beloved SoS 6.3, який вийшов у 2020 році.

## Особисте життя
Річардсон вперше прийняв той факт, що він гей, у віці 17 років, коли працював в Burger King. Кевін є християнином. У 2019 році переїхав до Лос-Анджелеса, станом на 2021 рік проживає в Палм-Спрінгз.

## Дискографія

### EP
| Назва                       | Подробиці                                                                 |
| --------------------------- | ------------------------------------------------------------------------- |
| Beloved SoS 6.3 (with KOIL) | - Випущено: 24 січня 2020 - Лейбл: Самовидання - Формат: digital download |

### Синґли

#### Як провідний співак
| Назва                                                    | Рік  | Альбом            |
| -------------------------------------------------------- | ---- | ----------------- |
| "Brown Cow Stunning"                                     | 2018 | Неальбомний синґл |
| "SUKM (Kiss Me)"                                         | 2019 | Beloved SoS 6.3   |
| "Hot Sauce & High Heels" (Kinky Boots Remix) (with KOIL) | 2020 | Неальбомний синґл |
| "Redemption"                                             | 2022 | В очікуванні      |

#### Запрошенний співак
| Назва | Рік  | Альбом            |
| --- | ---- | ----------------- |
| "Errybody Say Love" (RuPaul featuring Naomi Smalls, Monique Heart, Farrah Moan, and Monét X Change)                       | 2018 | Неальбомний синґл |
| "Super Queen" (RuPaul featuring Naomi Smalls, Monét X Change, Monique Heart, & Trinity the Tuck)                          | 2019 | Неальбомний синґл |
| "I'm a Drag Queen" (feat. Leland, Freddy Scott, Brooke Villyani, Alyssa Edwards, Vanessa Vanjie Mateo, and Monique Heart) | 2020 | Неальбомний синґл |
| "Better by Myself" (JORDY and Monique Heart)                                                                              | 2020 | Неальбомний синґл |
| "Living My Life in London (Cast Version)" (RuPaul featuring the cast of RuPaul's Drag Race UK vs The World)               | 2022 | Неальбомний синґл |

## Фільмографія

### Фільми
| Рік  | Назва            | Роль     | Примітки             | Ref(s) |
| ---- | ---------------- | -------- | -------------------- | ------ |
| 2020 | Nubia: Amplified | Сам себе | Спеціально для OutTV | [ 37 ] |
| 2021 | Being Bebe       | Сам себе | Архівні кадри        | [ 38 ] |

### Телебачення
| Рік     | Назва                                 | Роль              | Примітки                 | Ref    |
| ------- | ------------------------------------- | ----------------- | ------------------------ | ------ |
| 2018    | RuPaul's Drag Race                    | Сам себе          | Учасник (8-ме місце)     | [ 11 ] |
| 2018    | RuPaul's Drag Race: Untucked          | Сам себе          | Учасник (8-ме місце)     | [ 11 ] |
| 2018-19 | RuPaul's Drag Race All Stars          | Сам себе          | Учасник (3/4 місце)      | [ 5 ]  |
| 2019    | KSHB-TV                               | Сам себе          | Гість                    | [ 39 ] |
| 2020    | Ейджей і Королева                     | Міс Тері Трой     | запрошена дреґ-квін      | [ 40 ] |
| 2020    | Hey Qween                             | Сам себе          | Гість                    | [ 41 ] |
| 2020    | RuPaul's Secret Celebrity Drag Race   | Сам себе          | Наставник                | [ 16 ] |
| 2020    | For Christmas Sake: The Movie Musical | Купідон           | Короткометражний м'юзикл | [ 42 ] |
| 2022    | RuPaul's Drag Race: UK vs the World   | Сам себе          | Учасник (друге місце)    | [ 43 ] |
| 2022    | iCarly                                | Тітонька Гістамін | Запрошений гість         | [ 44 ] |
| 2022    | Trixie Motel                          | Сам себе          | Запрошений гість         | [ 45 ] |

### Відеокліпи
| Рік  | Назва                                          | Виконавець                          | Ref    |
| ---- | ---------------------------------------------- | ----------------------------------- | ------ |
| 2018 | "Soak It Up"                                   | Monét X Change                      | [ 28 ] |
| 2019 | "Brown Cow Stunning"                           | Monique Heart                       | [ 26 ] |
| 2020 | "Hot Sauce and High Heels (Kinky Boots Remix)" | Monique Heart                       | [ 46 ] |
| 2020 | "Keep That Same Energy"                        | Widow Von'Du ft. Shilow             | [ 47 ] |
| 2020 | "Sitting Alone in the VIP"                     | Alaska Thunderfuck feat. Kandy Muse | [ 48 ] |

### Вебсеріали
| Рік       | Назва                            | Роль     | Примітки                                           | Ref           |
| --------- | -------------------------------- | -------- | -------------------------------------------------- | ------------- |
| 2017      | Crazy X Girlfriend               | Сам себе | Запрошений гість                                   | [ 49 ]        |
| 2018      | Cosmo Queens                     | Сам себе | Запрошений гість                                   | [ 50 ]        |
| 2018      | Queen to Queen                   | Сам себе | Разом з The Vixen                                  | [ 51 ]        |
| 2018      | Countdown To The Crown           | Сам себе | 10 сезон                                           | [ 52 ]        |
| 2019      | Review With a Jew                | Сам себе | Запрошений гість                                   | [ 53 ]        |
| 2019      | Watcha Packin'?                  | Сам себе | 10 сезон, All Stars 4                              | [ 54 ]        |
| 2019      | Radio Andy                       | Сам себе | Запрошений гість                                   | [ 55 ]        |
| 2019      | Queen's Court                    | Сам себе | Запрошений гість                                   | [ 56 ]        |
| 2019      | The Stan Game                    | Сам себе | Запрошений гість                                   | [ 57 ]        |
| 2019      | Yvie's Odd School                | Сам себе | Епізод: "Quick Drag with Monique Heart"            | [ 58 ]        |
| 2019      | Drag Queens React                | Сам себе | Епізод: "RuPaul's Drag Race UK"                    | [ 59 ]        |
| 2019      | Envy of My Boogie                | Сам себе | Епізод: "Dancing for Your Tips with Monique Heart" | [ 60 ]        |
| 2020      | Bobbin' Around                   | Сам себе | Епізод: "Nubia"                                    | [ 61 ]        |
| 2020      | Alyssa's Secret                  | Сам себе | Епізод: "Manic Moments with Monique Heart"         | [ 62 ]        |
| 2020      | Elevate Your Slay                | Сам себе | Запрошений гість                                   | [ 63 ]        |
| 2020      | Working Out Is a Drag            | Сам себе | Запрошений гість                                   | [ 64 ]        |
| 2020      | Transformations                  | Сам себе | Запрошений гість                                   | [ 65 ]        |
| 2020      | Manic Moments with Monique Heart | Сам себе | Зірка                                              | [ 19 ]        |
| 2020      | The X Change Rate                | Сам себе | Епізод: "Monique Heart"                            | [ 66 ]        |
| 2021      | The Pit Stop                     | Сам себе | Запрошений гість                                   | [ 67 ]        |
| 2021      | Binge                            | Сам себе | Подкаст для Entertainment Weekly                   | [ 68 ]        |
| 2021–нині | The Walk In                      | Сам себе | Ведучий; спеціально для Amazon Music               | [ 23 ] [ 69 ] |
| 2022      | Bring Back My Girls              | Сам себе | Запрошений гість                                   | [ 70 ]        |